# Ołtarz papieski

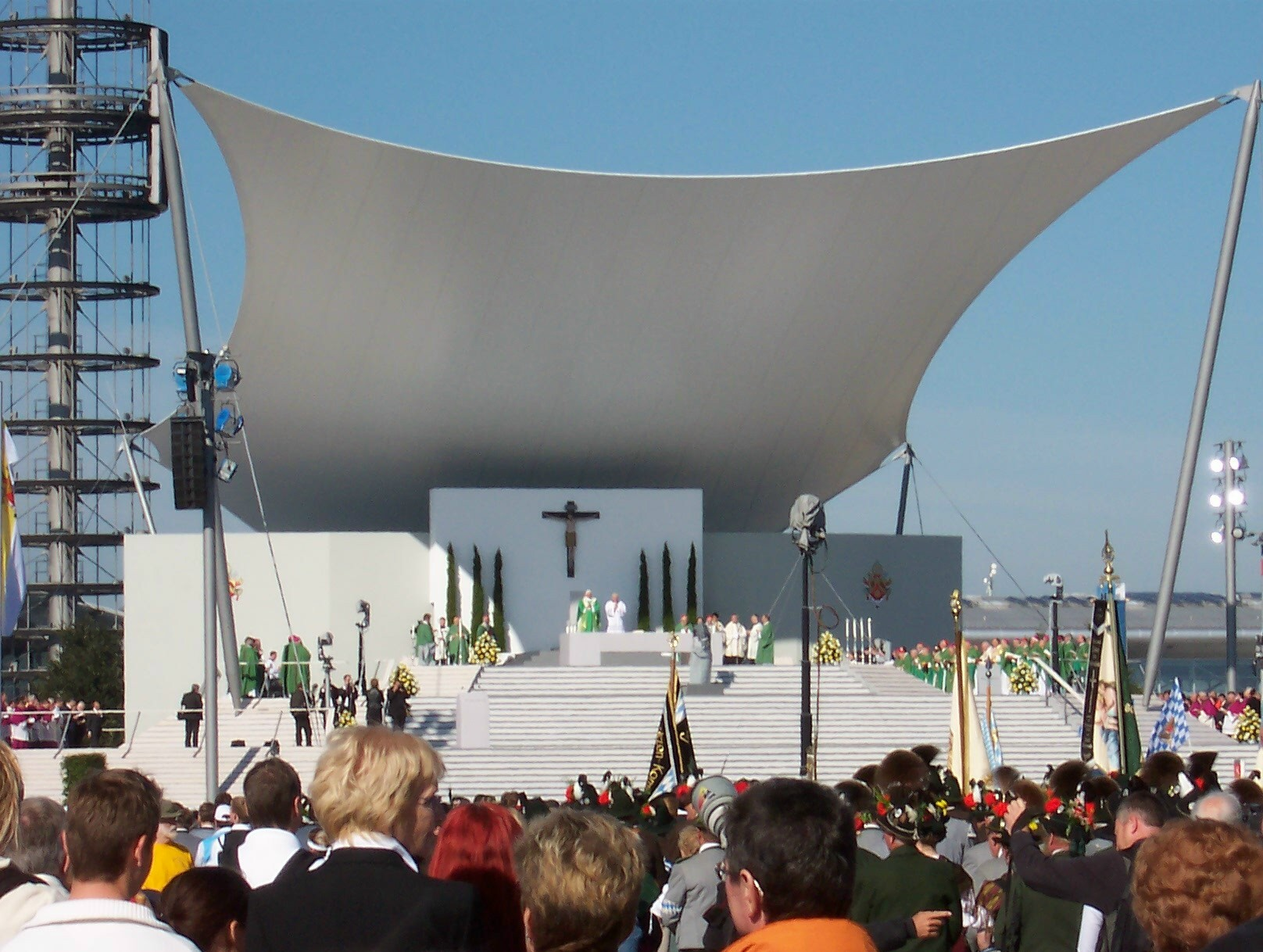
Ołtarz papieski podczas mszy św. odprawianej przez Benedykta XVI w Monachium 10 września 2006

Ołtarz papieski – określenie przyjęte zwyczajowo i oznaczające budowlę architektoniczną o charakterze sakralnym i tymczasowym, której elementem centralnym jest ołtarz – stół ofiarny, wznoszoną w celu odprawienia Eucharystii z udziałem papieża, przy okazji trwania wizyty apostolskiej, w danym kraju.

## Rys historyczny ołtarzy papieskich

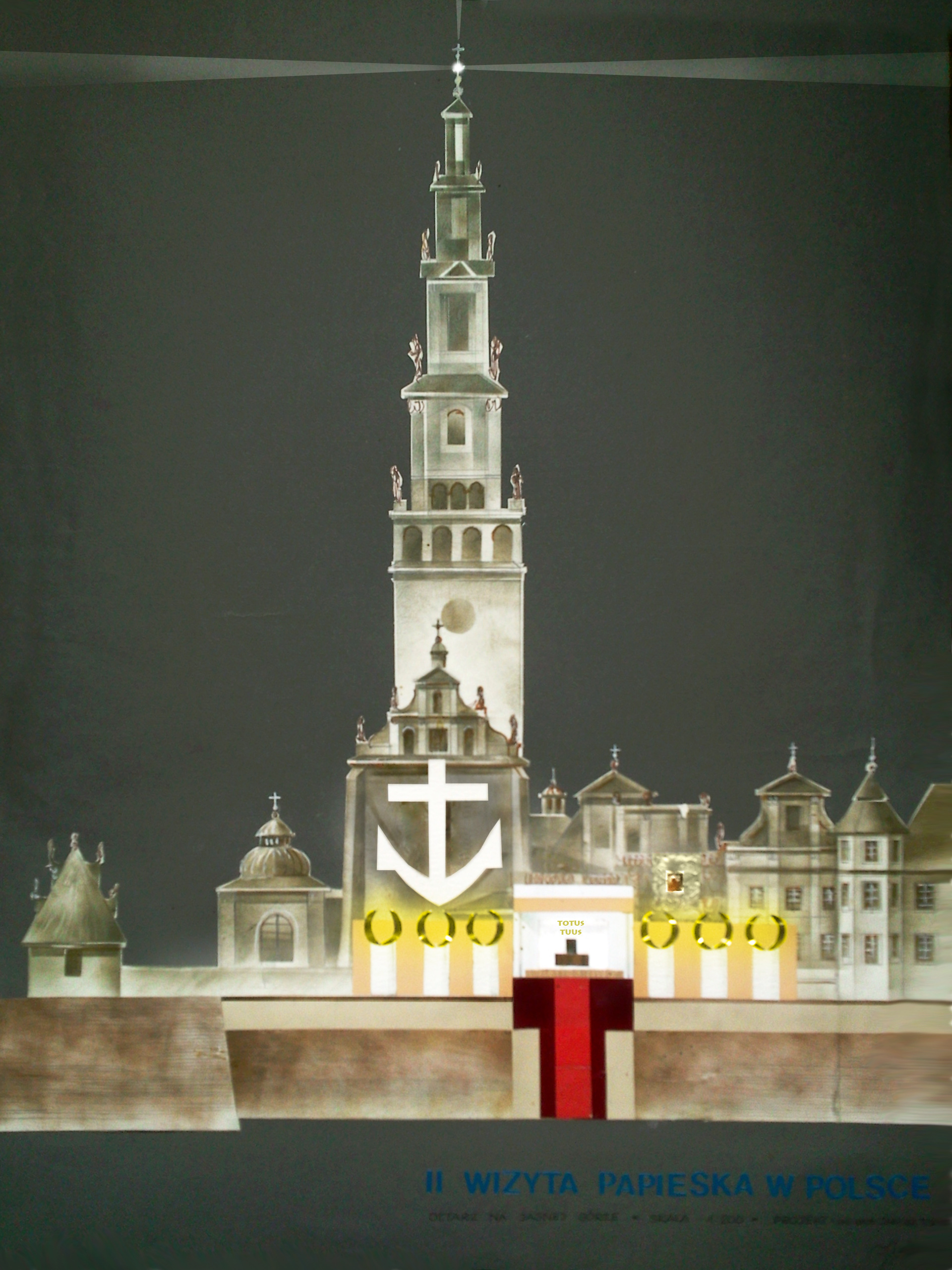
Projekt ołtarza papieskiego na Jasnej Górze z 1983

W 2002 roku miała miejsce VIII i ostatnia podróż apostolska papieża Jana Pawła II do Polski. Podczas tych pielgrzymek na przyjazd papieża wybudowano blisko sześćdziesiąt ołtarzy papieskich w różnych miastach i w różnych regionach Polski. Papieskie ołtarze lat 80. sprawiały wrażenie przypadkowych, przypominały w większym stopniu projekty budowlane aniżeli świadomie przemyślane wizje architektoniczne. Zdarzały się jednakże sytuacje wyjątkowe, kiedy projektowano dzieło oddziałujące swoją symboliką na przeżycia odbiorców – pielgrzymów, pozostające na stałe w ich pamięci. Tak było w przypadku ołtarza – szałasu w Nowym Targu z pierwszej pielgrzymki (1979 r.) oraz ołtarza – łodzi na gdańskiej Zaspie (1987). Ten pierwszy – jak później pokazała przyszłość – stał się inspiracją dla przyszłych projektantów ołtarzy papieskich na Podhalu i Podkarpaciu.
Zmiany w projektowaniu ołtarzy papieskich nastąpiły w latach 90. Punktem kulminacyjnym stały się wizyty papieskie w 1997 i 1999 roku – szczególnie ta druga przyniosła zadowalające efekty w postaci wielu różnorodnych i twórczych rozwiązań. Warto zaznaczyć, że zmiany w projektowaniu ołtarzy papieskich były wynikiem procesu dojrzewania, kształtowania się świadomości przestrzennej całego społeczeństwa: projektantów i odbiorców dzieł architektonicznych – inwestorów, pielgrzymów, etc. Historie ołtarzy papieskich, budowanych od 1979 r. do 2002 r. kończyły się, w większości przypadków, wraz z zakończeniem wizyt papieskich w poszczególnych miastach, a w konsekwencji ich zapomnieniem. Na taki bieg wydarzeń miało wpływ wiele istotnych czynników. Najistotniejszym z nich był wybór lokalizacji ołtarza papieskiego i sektorów. Najczęściej ołtarze papieskie zlokalizowane były na terenie lotnisk, na tzw. terenach zielonych w zabudowie miejskiej, co właściwie uniemożliwiało podjęcie decyzji o zmianie charakteru obiektu z tymczasowego na obiekt o charakterze stałym. Bądź to z powodu komplikacji prawnych, bądź z powodów czysto praktycznych jak zapewnienie odpowiedniego bezpieczeństwa pielgrzymom odwiedzającym miejsce dawnej celebry.
W celu upamiętnienia uroczystości pielgrzymkowych, tu i ówdzie – w miejscach ich sprawowania – pozostawiano krzyże. Inne pamiątki takie jak stoły ofiarne, trafiały do nowo budowanych kościołów, trony papieskie znajdowały swoje miejsce w muzeach, natomiast wiele rzeźb i obrazów przeznaczono na wystrój świątyń. Bywało również i tak, że projekty niektórych papieskich ołtarzy wykorzystywano przy budowie nowych obiektów, np. kaplic. Ewenementem w skali całego kraju okazały się ołtarze papieskie zbudowane na obszarze regionu Karpat, tj. w Starym Sączu i w Ludźmierzu – które z czasem przekształciły się w nowe ośrodki pielgrzymkowe. Charakterystycznym zjawiskiem jest fakt, iż wszystkie ołtarze tej części Polski łączy nie tylko podobna architektura, ale również taki sam los po zakończeniu pielgrzymek. Ołtarze te nie tylko nie zniknęły z przestrzeni miasta, ale stały się trwałym znakiem w niej, a także w świadomości społeczeństwa – spełniając nowe idee i założenia, w nowej rzeczywistości. Wznoszone w sąsiedztwie wielkich i ważnych, pod względem religijnym i kulturowym, sanktuariów – po wizycie papieskiej – zaczęły spełniać role ośrodków pielgrzymkowych.

## Ołtarz papieski – bogactwo treści symbolicznych
Analizując rozwiązania ołtarzy papieskich, z różnych regionów Polski i świata, można zauważyć istnienie elementów stałych w przestrzeni – elementów architektonicznych i urbanistycznych. Należą do nich:
- ołtarz papieski – „scena” – jego architektoniczna forma jest dominantą układu przestrzennego, sektorów dla pielgrzymów wraz z dojazdami
- sektory dla pielgrzymów – „widownia” – zazwyczaj zaprojektowane na planie amfiteatralnym, pomiędzy drogami promieniście rozchodzącymi się od ołtarza, połączonymi strategicznie z układem urbanistycznym miasta[3].

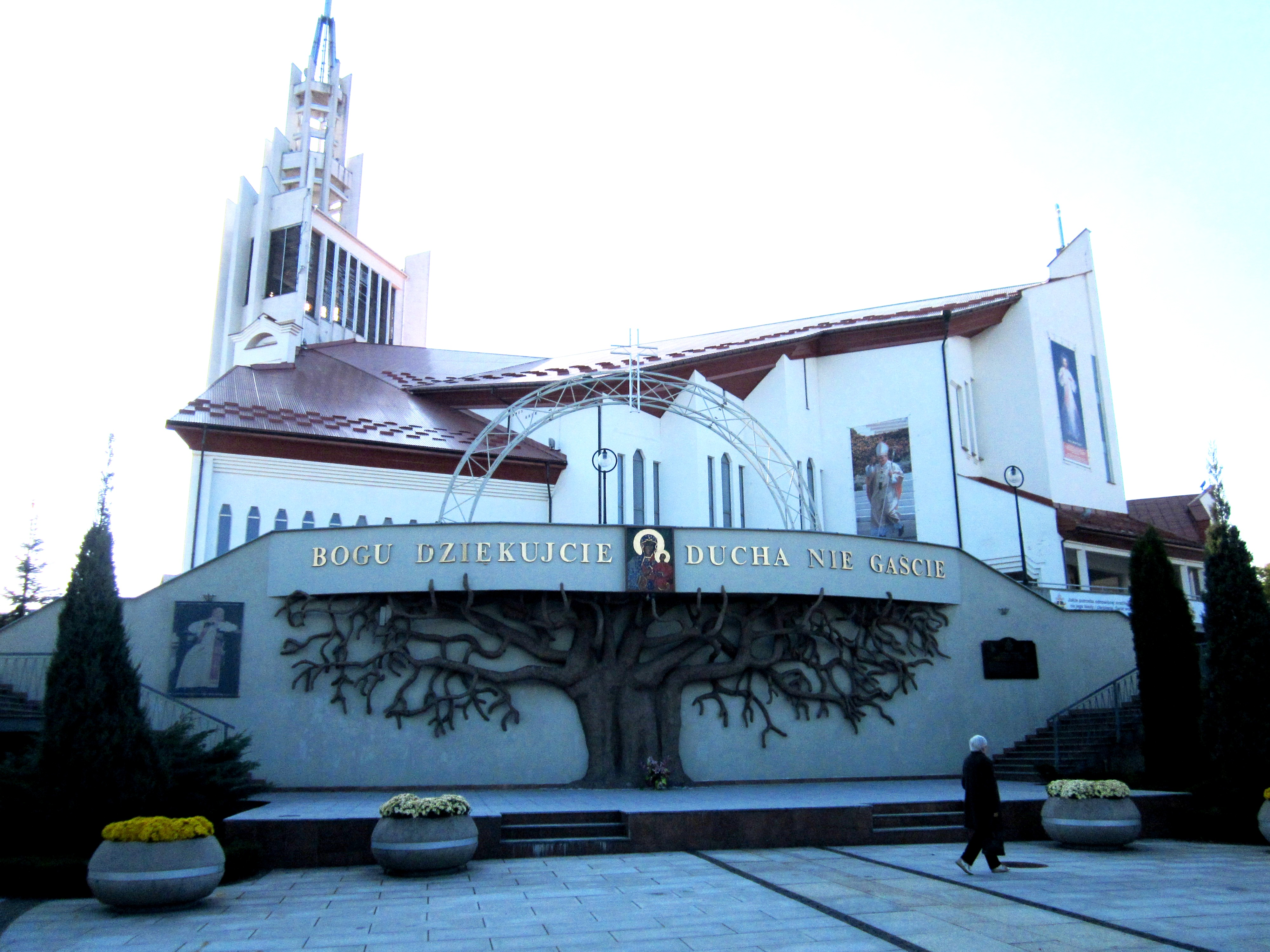
Ołtarz papieski w Białymstoku przed sanktuarium Miłosierdzia Bożego

Ołtarz papieski i sektory dla pielgrzymów tworzą materialną świątynię pod nieboskłonem – świątynię wzniesioną na konkretną uroczystość, z udziałem papieża. Na podstawie wielu opracowań naukowych można wywnioskować, że pewne elementy kompozycyjne w świątyni chrześcijańskiej, w warstwie znaczeniowej posiadają cechy wspólne wielu religiom. Są nimi m.in. ołtarz ofiarny na podwyższeniu – święta Góra; święty obszar, strefa sacrum i profanum – wnętrze świątyni i zewnętrze; kosmos, wszechświat – sklepienie świątyni; oś świata (axis mundi) – elementy pionowe świątyni, np. wieża. Opierając się na opracowaniach naukowych M. Eliade, stwierdzamy: Architektura sakralna podejmuje i rozwija symbolikę kosmologiczną. Doświadczenie sakralnej przestrzeni umożliwia człowiekowi religijnemu „założenie swojego świata”: tam, gdzie sacrum przejawia się w przestrzeni. Wszechświat znajduje zatem swój symboliczny odpowiednik w sklepieniu świątyni, a ziemia widziana jest w podstawie świątyni i jej konstrukcji nośnej – kolumnach i ścianach. Ołtarz papieski wraz z otoczeniem, które tworzą pielgrzymi i przestrzeń otwarta, konstruują naturalną świątynię.

## Ołtarz papieski – forma i symbol
Na kreowanie symbolicznej formy ołtarza miały wpływ następujące czynniki:
- po pierwsze: motto pielgrzymki – przesłanie papieskie
- po drugie: tradycje danego regionu – symbol miejsca
- po trzecie: emocjonalny stosunek do osoby papieża Polaka[5]

Dokonując analizy ołtarzy papieskich zrealizowanych w Polsce, w latach 1979–2002, można stwierdzić istnienie dwóch typów ołtarzy papieskich:
1. ołtarz – symboliczna forma, którego elementem wyróżniającym była forma architektoniczna, oddziałująca na emocje odbiorców – pielgrzymów.
Treści religijne i niereligijne przedstawiano posługując się metodami architektonicznymi.
2. ołtarz – symboliczna dekoracja, którego rozwiązanie ograniczało się do płaszczyzny funkcjonalnej i estetycznej. Treści religijne i niereligijne przedstawiano posługując się metodami plastycznymi. W stosunku do powyższego mapa lokalizacji ołtarzy papieskich w poszczególnych miastach Polski, zrealizowanych w latach 1979–2002, przedstawia się następująco:
- w przypadku ołtarzy-symbolicznych form: Nowy Targ (1979) – lotnisko, Gdańsk (1987) – teren dzielnicy mieszkaniowej Zaspa, Zakopane (1997) – plac przy podstawie skoczni narciarskiej, Sopot (1999) – teren sopockich wyścigów konnych, Pelplin (1999) – błonia, Elbląg (1999) – lotnisko sportowe, Drohiczyn (1999) – szkolny teren sportowy, Sosnowiec (1999) – błonia, Gliwice (1999) – lotnisko, Kraków (1999, 2002) – Błonia krakowskie, Ełk (1999) – główny miejski plac zgromadzeń;
- w przypadku ołtarzy – symbolicznych dekoracji: Kalwaria Zebrzydowska (1979) – plac przed sanktuarium: został wykorzystany istniejący ołtarz polowy, wykonany na potrzeby lokalnych uroczystości, Częstochowa (1979, 1983, 1987, 1991, 1997, 1999) – plac przed sanktuarium, przy wałach klasztornych – wykorzystano podobnie jak w Kalwarii Zebrzydowskiej, istniejący ołtarz polowy, Kraków (1979, 1983, 1987, 1991, 1997) – Błonia krakowskie, Oświęcim (1979) – teren dawnego obozu zagłady, Gniezno (1979) – błonia, Warszawa (1979) – plac Zwycięstwa, Warszawa (1983) – Stadion Dziesięciolecia, Warszawa (1987) – plac Defilad, Warszawa (1991, 1999) – plac Piłsudskiego, Niepokalanów (1983) – błonia, Poznań (1983) – teren wypoczynkowo-sportowy, Katowice (1983) – lotnisko sportowe, Wrocław (1983) – hipodrom, Lublin (1987) – teren dzielnicy mieszkaniowej Czuby, Tarnów (1987) – teren osiedla mieszkaniowego „Jasna II”, Szczecin (1987) – Jasne Błonia – plac w centrum miasta, Gdynia (1987) – skwer Kościuszki, nad morzem, Łódź (1987) – lotnisko, Rzeszów (1991) – lotnisko, Przemyśl (1991) – błonia, Olsztyn (1991) – błonia, Koszalin (1991) – plac przed kościołem św. Ducha, Kielce (1991) – lotnisko sportowe, Radom (1991) – lotnisko wojskowe, Łomża (1991) – plac przy kościele Miłosierdzia Bożego, Białystok (1991) – lotnisko sportowe, Skoczów (1995) – wzgórze Kaplicówka, Bielsko-Biała (1995) – płyta dworca PKS, Legnica (1997) – dawne lotnisko wojsk radzieckich, Wrocław (1997) – plac rekreacyjny w centrum miasta, Gniezno (1997) – plac przed katedrą gnieźnieńską, Kalisz (1997) – plac przed katedrą kaliską, Poznań (1997) – plac A. Mickiewicza, Krosno (1997) – lotnisko.

### Ołtarze – symboliczne formy
Wzorem świadomej współpracy pomiędzy projektantem, inwestorem i wykonawcą dzieła były ołtarze papieskie lat 90. – w szczególności ołtarz papieski w Zakopanem (1997), Ludźmierzu (1991), a także większość ołtarzy wykonanych z okazji VII pielgrzymki papieża do Polski, w 1999 roku. W nurt ten, ołtarzy-symboli, wpisują się również ołtarze zrealizowane w dwóch przeciwległych regionach Polski: ołtarz-szałas w Nowym Targu (1979), a także ołtarz-łódź zrealizowany w Gdańsku (1987). Ten pierwszy stał się inspiracją dla projektantów ołtarzy papieskich regionu Karpat: w Ludźmierzu, Zakopanem i Starym Sączu, w latach 1991–1999. Symbolika ołtarza, którego autorem był arch. Tadeusz Jędrysko, nawiązywała do tradycji regionu Podhala – formalnie wyrażonej w postaci szałasu pasterskiego. Sektory dla pielgrzymów, wokół ołtarza, zaprojektowano dla około 400 tysięcy osób, na terenie lotniska. Całość założenia – ołtarz papieski i sektory dla pielgrzymów, wykonano zaledwie w ciągu 10 dni. Integralną częścią głównych uroczystości był program muzyczno-wokalny, który w połączeniu z kompozycją przestrzenną ołtarza papieskiego, w stylistyce podhalańskiej, stanowił całościowe dzieło, świadczące o kulturze tego regionu. Po wizycie papieskiej ołtarz został rozmontowany. Niektóre elementy kompozycyjne ołtarza, takie jak: krzyż, listwy ozdobne, tron papieski, a także mównica trafiły do kościoła parafialnego NSPJ w Nowym Targu, przy którym w rocznicę wizyty apostolskiej, Jana Pawła II na Podhalu, otwarto pierwsze wtedy w Polsce muzeum poświęcone pamięci pobytu papieża w Polsce, w 1979 roku.
8 lat po pierwszej wizycie apostolskiej, w 1987 roku, powstało kolejne wielkie dzieło architektury sakralnej – dzieło „jednego dnia”. Był nim ołtarz-łódź, wykonany w gdańskiej Zaspie – dzielnicy mieszkaniowej, którego pomysłodawcą i po części wykonawcą był Marian Kołodziej – wybitny scenograf teatralny. Autor zawarł w koncepcji wiele metafor. Ołtarz-łódź, a ściślej ołtarz-Galeon jak go wtedy nazywano, był metaforą Kościoła, wspólnoty wiernych. Widoczne z tyłu ołtarza i po jego bokach rusztowania, miały ilustrować Kościół, który nadal jest w budowie. Idea ta również nawiązywała do charakteru uroczystości, z udziałem papieża, która odbywała się w intencji świata pracy. Symbolika ołtarza nawiązywała również do miejsca – miasta Gdańska, a więc regionu nadmorskiego, jego historii, tradycji. Projektant w sposób mistrzowski, z właściwym dla scenografa wyczuciem przestrzeni, dostosował skalę całego ołtarza do rozmiarów placu, bloków osiedla, odległości najdalszego uczestnika od papieża – stojącego i siedzącego, za ołtarzami na tronie. Ta skala sprawiła, że i osiedle, według słów samego projektanta, dostało czegoś metafizycznego. Całość założenia była pomyślana w taki sposób, aby wywołać efekt teatralny. Tak też się stało. Zwieńczeniem kompozycji ołtarza były masywne, metalowe, trzy krzyże-maszty, które wychodząc z trzech różnych punktów, przechodziły u góry w zwartą formę Pomnika Poległych Stoczniowców – znak charakterystyczny dla Gdańska. Na przedłużeniach ramion krzyży, na górnych rejach umieszczono, proporce: dwa biało-czerwone, i jeden biało-żółty oraz dwie bandery: papieską i gdańską, które na wysokości blisko 40 m poruszały się dzięki wiatrom, sprawiając wrażenie ruchu całego ołtarza-galeonu. Efekt ten został dodatkowo wzmocniony przez przesuwające się po niebie chmury. Zgromadzeni na placu pielgrzymi uczestniczyli wówczas nie tylko w mysterium, ale również w spectaculum. Przestrzeń pokładu, rozmiary podestów i schodów tworzyły właściwą skalę, jaką znamy z wielkich renesansowych świątyń, i to nie tylko dla głównego celebransa, ale także dla innych – kardynałów, biskupów, kapłanów, akolitów, pocztów sztandarowych, procesji z darami. Stopniowanie „ważności” poszczególnych miejsc kumulowało się tam, gdzie stawał papież, i gdzie akcja liturgiczna zyskiwała właściwy sobie i niezwykły zarazem wyraz. Ołtarz-galeon po wizycie papieskiej został rozebrany. Drewniane elementy konstrukcji ołtarza zostały wykorzystane do budowy nowych kościołów.

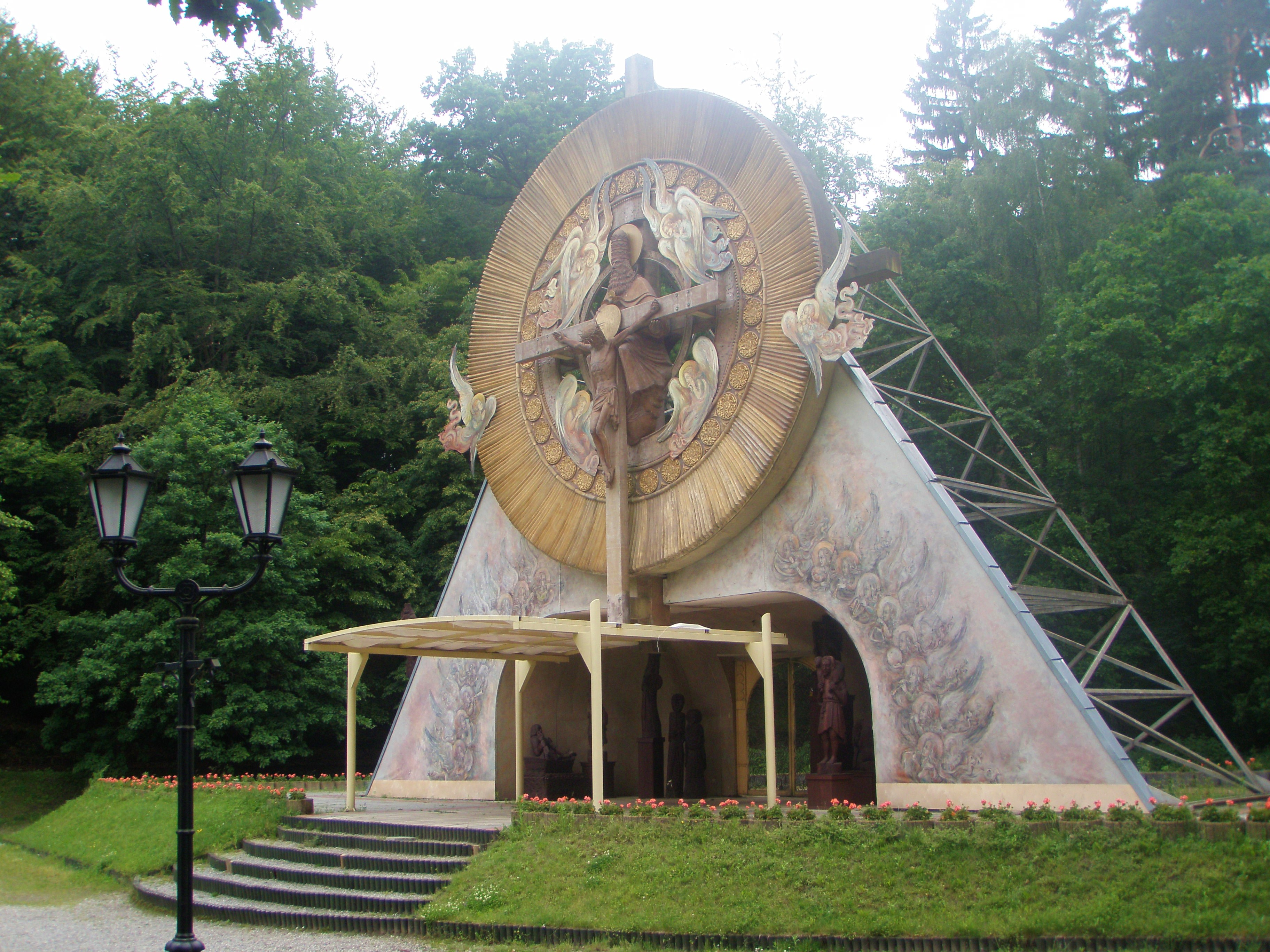
Ołtarz papieski z Sopotu, 1999, w Matemblewie

Marian Kołodziej zaprojektował również ołtarz papieski w Sopocie, w 1999 r. Projekt architektoniczny opracowali gdańscy architekci: Małgorzata Kruszko-Szotyńska, Szczepan Szotyński i Leszek Zaleski. Lokalizację ołtarza przewidziano na terenie sopockich wyścigów konnych. Głównym elementem ołtarza, a jednocześnie tłem dla tronu papieskiego, były krzyż i hostia wykonane z żywic zamocowane na konstrukcjach aluminiowych, całość o wysokości 23 m. Nad ołtarzem górował symbol Boga w Trójcy Przenajświętszej. Uzupełnieniem kompozycji ołtarza były drewniane rzeźby i krzyże, które według projektów Mariana Kołodzieja wykonali twórcy ludowi. Ołtarz ofiarny, przy którym papież odprawił mszę, umieszczono na wysokości około 8 m n.p.t. Twórca koncepcji ołtarza przewidział również to, że ołtarz będzie oglądał z lotu ptaka papież, w związku z tym zaprojektował go w taki sposób, aby z góry przypominał gołębicę – symbol Ducha Św. Obecnie główna część ołtarza znajduje się w Sanktuarium Matki Bożej Brzemiennej w Gdańsku Matemblewie, a krzyż z wizerunkiem Trójcy Świętej w Sopocie, przy miejscu tamtej celebracji.

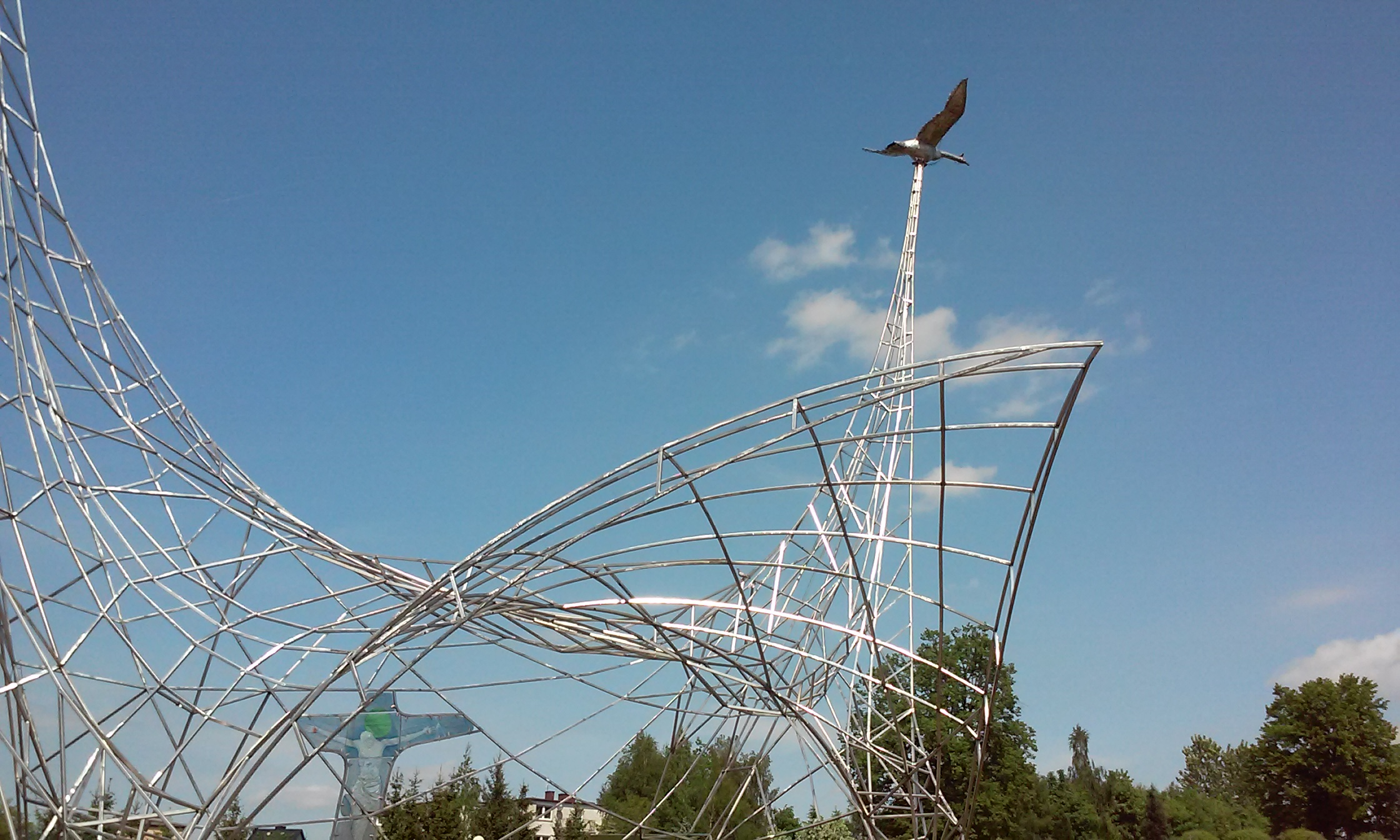
Ołtarz papieski z Pelplina, 1999, w Sierakowicach, fragment sieci i ptak

Wśród ołtarzy-symbolicznych form zlokalizowanych na obszarze Polski Północnej należy wymienić również ołtarze w: Pelplinie, Elblągu, Ełku, Drohiczynie, wykonane z okazji VII pielgrzymki papieża do Polski. Ołtarz papieski w Pelplinie, znajdujący się obecnie w Parku Kulturowym Ośmiu Błogosławieństw w Sierakowicach, został zaprojektowany przez rzeźbiarza Jarosława Wójcika, z Sierakowic. Przesłanie pielgrzymki Bóg jest Miłością można było odczytać w kompozycji ołtarza, której zasadniczym elementem była konstrukcja stalowa – sieci rybackie wyciągane przez dwa ptaki, umieszczone na wysokości ponad 20 metrów. Autor w ten sposób nawiązał do nauczania Chrystusa o Królestwie Bożym. Integralną częścią kompozycji była hostia o średnicy 10 m, umieszczona za tronem papieskim, a także monumentalny krzyż o wysokości 33 m.
Do hasła pielgrzymki nawiązywał również ołtarz wykonany w Elblągu, na terenie Aeroklubu, zaprojektowany przez zespół projektantów pod kierunkiem architekta, prof. Szczepana Bauma. W centrum całego założenia znalazło się gorejące serce – symbol miłości, i tron papieski (na wysokości 11,4 m n.p.t.), które otoczyły drewniane słupy z drewna klejonego, na kształt dłoni w geście adoracji. Całość przykrył dach w formie namiotu z krzyżem na szczycie. Autor w symbolice ołtarza nawiązał również do obchodów 1000-lecia misji i śmierci św. Wojciecha, poprzez drewniane żebra nawiązał do konstrukcji łodzi. Na ołtarzu ofiarnym z kamienia naturalnego wykonano scenę z życia św. Wojciecha.
Motyw wody i łodzi apostoła Piotra natomiast był myślą przewodnią projektantów ołtarza papieskiego w Ełku – architektów: Witolda Kowalczyka i Dariusza Jackowskiego. Ołtarz zlokalizowany na głównym placu zgromadzeń, został wkomponowany w tło, które tworzą dziewiętnastowieczna zabudowa śródmiejska, Dom diecezjalny oraz dominująca wieża neogotyckiej Katedry św. Wojciecha, patrona Polski i Diecezji Ełckiej. Z perspektywy podestu papieskiego Ojciec Święty mógł patrzeć na płynącą przed ołtarzem rzekę. Zadaszenie ołtarza symbolizowało pomost łodzi Piotrowej naszych czasów, która rozcina fale tworzone przez zadaszenie boczne. Ambona została umieszczona na wysuniętym fragmencie podestu ołtarza o kształcie dziobu łodzi.
Ołtarz w Drohiczynie, według rozwiązania architekta Roberta Łucki – kierownika projektu, nawiązywał do ekumenicznego spotkania w tym mieście i jednocześnie podkreślał charakter miejsca – Ziemi Podlaskiej, na której występują różne wyznania religijne. Pęknięty krzyż – dominanta kompozycji architektonicznej ołtarza – oznaczał podziały istniejące w Kościołach chrześcijańskich. Symbolem ich wspólnej wiary w Chrystusa była figura Ukrzyżowanego, łącząca dwie części krzyża oraz oplatające krzyż sieci apostoła Piotra – rybaka. Po bokach krzyża znalazły się malowidła, przedstawiające różne wyznania Ziemi Podlaskiej.
Do złudzenia podobnym wydarzeniem, do tego na gdańskiej Zaspie w 1987 r., okazały się ołtarze papieskie regionu Karpat: w Ludźmierzu (1991), Zakopanem (1997), a także w Starym Sączu – podczas VII pielgrzymki Jana Pawła II do Polski, w 1999 roku. Chociaż ołtarze – w Gdańsku i w regionie Karpat – zostały zrealizowane w regionach o odmiennych tradycjach i warunkach naturalnych, ich wspólną płaszczyzną okazała się jednak metoda kształtowania przestrzeni w taki sposób, aby pielgrzymi uczestniczyli nie tylko w mysterium, ale również w spectaculum. Ołtarz papieski w Zakopanem, którego pomysłodawcą był art. rzeźbiarz Marek Szala. Projekt architektoniczno-budowlany opracował arch. Zbigniew Śliwiński, stał się formą – symbolem, łączącą w równym stopniu symbolikę miejsca, jak również ogólne motto pielgrzymki: Chrystus wczoraj, dziś i na wieki. Drewniana forma ołtarza papieskiego symbolizowała szałas pasterski (symbol miejsca), a także nawiązywała do działalności Jezusa na ziemi – Pasterza Owczarni. Zbawczą misję Chrystusa przedstawiono figuratywnie na dekoracji rzeźbiarskiej – nawiązującej do biblijnej „drabiny Jakuba” – wpisanej w elewację frontową ołtarza, w kształt trójkąta. Zaczynając od góry dekoracji-płaskorzeźby, napotykamy kolejno następujące po sobie sceny biblijne: Adam i Ewa, Mojżesz, Abraham, Zwiastowanie NMP, Narodzenie Jezusa Chrystusa, śmierć na krzyżu, zmartwychwstanie Jezusa.
Trzy elementy w kompozycji przestrzennej ołtarza odwoływały się do osoby Chrystusa: ołtarz ofiarny, dekoracja rzeźbiarska, a także drewniany, ażurowy krzyż. Podkreśleniu tej idei miały służyć wertykalna i symetryczna kompozycja ołtarza, „wzmocniona” przez pionowy, środkowy, podział dekoracji rzeźbiarskiej, który wyprowadzony ponad dach ołtarza zmieniał się w formę rzeźbionego krzyża. Forma dachu ołtarza – zasadniczego elementu kompozycyjnego – która wyznaczała oś wertykalną, według założeń projektanta miała sprawiać wrażenie lekkości, a z drugiej strony powagi i monumentalności. Integralną częścią całości kompozycji, podczas uroczystości z udziałem Papieża, była biała wstęga – droga, łącząca ołtarz papieski (od stołu ofiarnego) z krzyżem umieszczonym na skoczni, na tle gór i lasów. Ołtarz papieski w otoczeniu gór, a także program muzyczno-wokalny, w wykonaniu górali, ubranych w regionalne stroje, tworzyły spectaculum.
Podobne warunki zaistniały w Ludźmierzu i Starym Sączu. Różnice zachodziły w warstwie formalnej, polegały na odmiennym sposobie przekazywania wartości symbolicznych. Ołtarz ludźmierski został wzniesiony kilka lat wcześniej, przed wizytą papieską, w sąsiedztwie sanktuarium M. B. Ludźmierskiej. Ołtarz zlokalizowano tuż za sanktuarium, na jego terenie, na przedłużeniu osi W-Z, na potrzeby religijno-kulturalne społeczności lokalnych i pielgrzymów, przybywających z odległych miejsc. Architekt Jerzy Głodkiewicz – projektant ołtarza – czerpał inspiracje formalne ze swojej poprzedniej realizacji – przydrożnej kapliczki, a także odniósł się do formy dachu pobliskiego sanktuarium. Forma ołtarza papieskiego odwołuje się do miejscowych tradycji architektonicznych, artystyczno-ludowych, jest symbolem miejsca. Ołtarz pozostał w pierwotnym miejscu, nadal spełnia zamierzone funkcje. Na placu przed ołtarzem wykonano stacje różańcowe, a także wybudowano Dom Pielgrzyma, z zapleczem noclegowym i biurowym. Ideą przewodnią odniesień symbolicznych ołtarza jest moment Wniebowzięcia NMP, co znalazło swoje przedstawienie w układzie kompozycyjnym ołtarza, jak również w poszczególnych jego detalach. Ołtarz został zaprojektowany symetrycznie – schody rozchodzą się na cztery strony świata, jako jedyne takie rozwiązanie w Polsce. Centralnie nad ołtarzem, nad dachem, projektant umieścił wieżyczkę – w interpretacji autora koncepcji – symbol Matki Bożej, unoszoną przez czterech aniołów, widocznych pod dachem, podkreślając przy tym oś wertykalną kompozycji. Moment Wniebowzięcia NMP dodatkowo został „wzmocniony” przez dwa, symetrycznie rozmieszczone, łuki-bramy, symbolizujące przejście z rzeczywistości ziemskiej w rzeczywistość niebiańską – niematerialną, duchową. Ołtarz dźwigają cztery profilowane filary – czterech ewangelistów, w które wkomponowano rzeźby dwunastu apostołów. Odniesienia symboliczne do Matki Bożej podyktowane były charakterem miejsca – Ludźmierz znany jest w kraju i zagranicą z sanktuarium Matki Bożej Ludźmierskiej, a także „maryjną” wymową wizyty papieskiej, w 1997 roku.

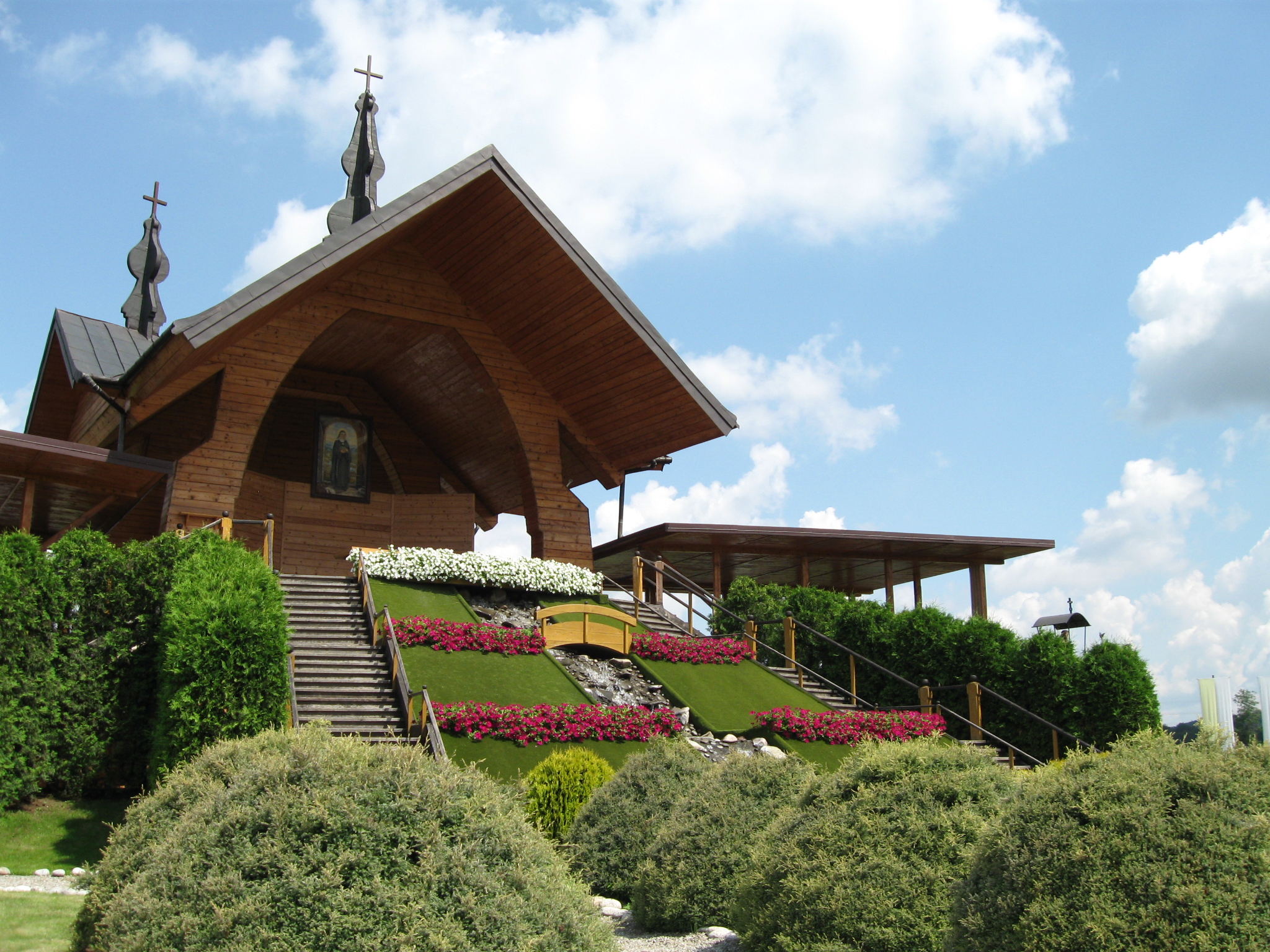
Ołtarz Papieski w Starym Sączu

Ołtarz Papieski w Starym Sączu zawiera wiele odniesień formalno-symbolicznych. Po wizycie papieskiej pozostał na swoim pierwotnym miejscu. Obecnie na placu przy ołtarzu papieskim powstało Diecezjalne Centrum Pielgrzymowania, z bazą noclegową, centrum konferencyjnym, a także muzeum pamiątek związanych z papieżem, Janem Pawłem II. Główną inspiracją dla autora projektu – arch. Zenona Remiego – była forma dworku włościańskiego, charakterystycznego dla architektury sądeckiej, a także motyw sygnaturek, zaczerpnięty z kościoła św. Rocha w Starym Sączu. Najmocniej w ołtarzu papieskim została zaznaczona symbolika miejsca poprzez zastosowanie zdecydowanej, drewnianej formy w przestrzeni otwartej, w umiejętny sposób wpisanej w sylwetę miasta. Główne motto pielgrzymki (przesłanie papieskie): Bóg jest miłością, a także przesłanie spotkania w Starym Sączu, na którym dokonano kanonizacji bł. Kingi, wyrażono symbolicznie, subtelnie wpisując w formę ołtarza – dworku włościańskiego. Hasło Bóg jest miłością zostało wyrażone motywem świętej Góry, przez nawiązanie do Ewangelii, kiedy Bóg objawił swoją miłość w przemienionym, i wywyższonym, na górze Tabor, Jezusie Chrystusie. Łuk-brama rozgraniczająca dwie przestrzenie, obszary, symbolizuje przejście ze świata materialnego w świat duchowy, z przestrzeni „nieuświęconej” do przestrzeni świętej. Jest również symbolem oczyszczenia, przemiany. Przejście św. Kingi ze stanu świeckiego do stanu zakonnego, jak również moment Przemienienia Pańskiego, został symbolicznie wyrażony, w ołtarzu papieskim, przez zastosowanie motywu łuku-bramy.
Drugim miastem związanym z życiem św. Kingi jest Kraków. W mieście tym z wizytą apostolską Jan Paweł II był 7 razy. Najbardziej znaczące ołtarze zostały zaprojektowane w 1999 i 2002 roku, przez biuro architektoniczne „Ingarden & Ewy Architekci”. Projekt ołtarza z 1999 r. nawiązywał do historii i tradycji Krakowa. Autorowi projektu, prof. Krzysztofowi Ingardenowi – kierownikowi projektu, zależało na opracowaniu takiego projektu, w którym abstrakcyjna aluzja w sposób jednoznaczny i czytelny wyraziłaby duchową łączność między tym, co dzieje się na ołtarzu, a miastem. Naturalnie najważniejsza była osoba Papieża, dlatego sklepienie ołtarza obniżało się dokładnie nad tronem papieskim, skupiając uwagę widzów na osi ołtarza. Sklepienie ołtarza wykonano w formie odwróconej kolebki rozgwieżdżonego sklepienia z motywami polichromii Matejkowskiej w bazylice Mariackiej – odwróconej, a tym samym otwartej na zewnątrz, w kierunku wiernych, w kierunku kościoła Mariackiego i całego miasta. Za tronem papieskim umieszczono złotą absydę, na jej tle, za radą kardynała F. Macharskiego, krzyż z klasztoru cystersów w Mogile, z którym Papież był szczególnie związany.
Drugim zrealizowanym projektem architektury sakralnej tego typu przez biuro prof. Krzysztofa Ingardena był ołtarz w Krakowie, zlokalizowany na Błoniach krakowskich, w 2002 r. Według założeń konkursu projekt miał być prosty, oszczędny, miał wykorzystywać elementy konstrukcyjne, które pozostały po ostatniej wizycie, w 1999 r. Autor zaproponował rozwiązanie składające się z trzech ascetycznych, oddziałujących geometrią i kolorem płaszczyzn, łączących funkcje użytkowe i symboliczne. Prostota kompozycji ołtarza pomagać miała kontemplacji tego, co na ołtarzu najważniejsze. Lekko przesunięta do tyłu płaszczyzna pionowa w żółtym, papieskim kolorze – „dzwonnica świątyni”, przenikała się z płaszczyzną poziomą dachu-baldachimu. Tworzyła z nim formę krzyża, którego proporcje zmieniały się w zależności od punktu patrzenia. Trzecia płaszczyzna była tłem ołtarza. Na niej wyeksponowany był Obraz Miłosierdzia Bożego i obrazy beatyfikacyjne: purpura tej płaszczyzny nawiązywała do jego najgłębszej treści – Miłosiernego Serca Chrystusa. „Dzwonnica” zwieńczona była znakiem krzyża – sześciometrowy krzyż łączył dwa materiały: część wykonaną ze stali, surowej i zardzewiałej, która nawiązywała do Nowej Huty i stanowiła tło dla krzyża ze szklanych tafli zawieszonego pod kątem, jak ciało Chrystusa wiszącego na krzyżu, pochylającego się nad zgromadzonymi ludźmi. Szklany krzyż był reminiscencją pomysłu krzyża z 1999 roku. W jego samym środku, na przecięciu ramion krzyża autor projektu umieścił kryształową kulę, która rozświetlała się rubinowym światłem, symbolizującym Serce Jezusa. Krzyż został przekazany do nowego kościoła pod wezwaniem Najświętszego Serca Jezusowego przy ulicy Obrońców Krzyża w Nowej Hucie – tego krzyża, o który walczyli tutejsi mieszkańcy wraz z papieżem przez kilkanaście lat przeciw komunistycznemu reżimowi.
Jednym z najbardziej charakterystycznych regionów w Polsce, oprócz omówionych powyżej, tzn. regionu Podhala i Pomorza, jest również region Górnego Śląska i Zagłębia. Ołtarze papieskie tego regionu – w Gliwicach (1999) i w Sosnowcu (1999) – zawierały bogatą warstwę znaczeniową. W sposób symboliczny przekazywały motto pielgrzymki, w warstwie formalnej wyrażone za pomocą charakterystycznych dla tego regionu konstrukcji i materiału. Motto VII pielgrzymki do Polski: Bóg jest miłością, znalazło w realizacji ołtarza papieskiego w Gliwicach swój szczególny wyraz. Moment stworzenia człowieka, będący aktem Bożej miłości, przedstawiony na fresku Michała Anioła w Kaplicy Sykstyńskiej – stał się główną inspiracją dla zespołu projektantów ołtarza, którego kierownikiem był profesor, architekt, Adam Lisik. Motyw wyciągniętych dłoni Boga i człowieka – Adama, znalazł swoje formalne przedstawienie w postaci dwóch kratownicowych, przestrzennych łuków. Kratownicowe łuki były jednocześnie zadaszeniem ołtarza, wychodzących ku sobie z podstawy podium, lecz nie stykających się ze sobą. Wolna przestrzeń między łukami – jak stwierdził prof. A. Lisik – oznaczała obszar wolności, którą Bóg darował człowiekowi. Masywna, mająca prawie 10 m wysokości, podstawa ołtarza wzmacniała przekaz treści symbolicznych – była wyobrażeniem świętej Góry, miejscem kontaktu człowieka z Bogiem, stworzenia ze Stwórcą. Integralną częścią kompozycji ołtarza, jej dominantą, był stalowy krzyż (30 m wys.), nawiązujący do masztu gliwickiej stacji radiowej – symbolu miejsca. Tło dla ołtarza ofiarnego stanowiła ściana przedstawiająca wschodzące słońce-symbol nadziei, nowego życia. Odniesienia symboliczne związane z tradycjami lokalnymi (naukowo-techniczny charakter miasta) zostały wyrażone w stalowych, ażurowych i lekkich, formach krzyża i dachu nad stołem ofiarnym (głównym podium).
Z kolei ołtarz papieski w Sosnowcu nawiązywał przede wszystkim do tradycji miejscowych. Był monumentalnym symbolem miejsca. Zasadniczy element kompozycji architektonicznej ołtarza stanowił ażurowy łuk, wykonany z przestrzennej kratownicy stalowej. Motyw kratownicy nawiązywał do przemysłowego charakteru miasta. Ważnym elementem symbolicznym – kompozycyjnym, była sosna, która w zamyśle arch. Ryszarda Jurkowskiego – kierownika projektu, przedstawiała lasy sosnowe, które niegdyś pokrywały cały region. Sosna, a także drewniany krzyż (podwieszany do konstrukcji łuku) zostały umieszczone w „kadrze”, wyznaczonym przez konstrukcję kratownicy. Motyw kadru jest symbolem tryumfu, zwycięstwa – nadziei na przyszłość, również „oknem na świat”. Można tu było odczytać następujące przesłanie: przyszłość Sosnowca zawiera się w poszanowaniu środowiska naturalnego, a także w krzyżu – symbolu Jezusa Chrystusa, którego Bóg posłał na świat z miłości do człowieka. Takie elementy ołtarza jak: sosna, łuk-brama, podwyższenie ołtarza (święta Góra), były odniesieniami symbolicznymi – archetypicznymi, związanymi z pierwotnym doświadczaniem przestrzeni sakralnej.

### Ołtarze – symboliczne dekoracje
Ołtarze – dekoracyjne formy, przesłania papieskie przekazywały za pomocą dekoracji plastycznych – treści religijne przedstawione były w sposób bezpośredni – i ten fakt w sposób zasadniczy odróżniał tę grupę ołtarzy od pozostałych. Do grupy ołtarzy o takim charakterze z pewnością zaliczały się ołtarze zrealizowane w 1997 roku, we Wrocławiu (również w roku 1983), Legnicy, Krośnie, Tarnowie, itp.
Spotkanie we Wrocławiu odbywało się pod znakiem 46 Międzynarodowego Kongresu Eucharystycznego, związanego z mottem pielgrzymki: „Chrystus wczoraj, dziś i na wieki.” Projektantem ołtarza „Statio Orbis” był prof. Edward Zielonka. Główny element i oś kompozycji stanowił 26-metrowej wysokości krzyż, na którym umieszczono (w miejscu krzyżowania się ramion) symbol hostii podtrzymywany przez dłonie wychodzące z kuli ziemskiej. Gest otwartych dłoni podtrzymujących hostię oznaczał jedność kościołów chrześcijańskich – wyrażał nadzieję na przyszłość. Cała kompozycja ołtarza papieskiego, wpisana w trójkąt, składała się z promieniście rozchodzących się łuków (wycinków okręgu), przedstawiających światłość promieniującą z hostii – była symbolem Jezusa Chrystusa – Światłości świata. W roku 1983 spotkanie na wrocławskim hipodromie odbywało się pod hasłem: „Błogosławieni, którzy łakną i pragną sprawiedliwości, albowiem będą nasyceni”. Liturgia spotkania wzywała do pojednania, przywołując postać „patronki pojednania”, św. Jadwigi Śląskiej. Otoczony drzewami hipodrom stanowił interesującą oprawę plastyczną spotkania, a także dla ołtarza papieskiego, zaprojektowanego w formie monumentalnego prostopadłościanu z wydrążonym w środku otworem w kształcie krzyża. Na tle krzyża figurowała rzeźba Chrystusa Zmartwychwstałego, w odpowiedzi na papieskie motto pielgrzymki: „Pokój Tobie, Polsko! Ojczyzno moja”. Po bokach ołtarza umieszczono herby innych miast, położonych na Ziemiach Zachodnich: Oleśnicy, Leszna, Świdnicy, Kłodzka, Jeleniej Góry, Legnicy, Wałbrzycha, Zielonej Góry i innych.
Legnicki ołtarz papieski, według koncepcji ks. Cz. Mazura, podejmował wątki symboliczne, ściśle związane z historią tych ziem. Namiotowa forma ołtarza i herby miasta, przypominały o wielkiej bitwie (pod Legnicą), która rozegrała się, pod wodzą Henryka Pobożnego, w obronie wiary i całego chrześcijaństwa, zagrożonego przez najazd Tatarów. Dominantą kompozycyjną ołtarza był drewniany krzyż, umieszczony osiowo, który nawiązywał do motta pielgrzymki – był symbolem J. Chrystusa. Masywna gołębica zstępująca na wiernych, wkomponowana w formę dachu (w jego szczycie) przedstawiała Ducha św., Ducha Pocieszyciela, zesłanego w dniu Pięćdziesiątnicy. Najmocniejszy przekaz treści symbolicznych stanowił motyw krzyża na tle nieba, pod którym forma dwuspadowego dachu wyobrażała św. Górę – Golgotę. Krzyż umieszczony dokładnie w środku kompozycji i wyniesiony ponad dach był osią wertykalną („axis mundi”) – „łącznikiem” między ziemią a niebem.
Kompozycja ołtarza w Krośnie została uformowana przez monumentalny – ażurowy, stalowy – krzyż, który stanowił główną dominantę kompozycji, a także przez długie, poziome zadaszenia oraz stalową kratownicę w kształcie litery „M”, nad tronem papieskim (symbolizującej Maryję, patronkę papieża Jana Pawła II). Stalowy krzyż (ok. 40 m wysokości) był formalnym odniesieniem do wież wiertniczych, charakterystycznych dla tego regionu – był zatem symbolem „miejsca”. Nawiązywał również do motta pielgrzymki: „Chrystus wczoraj, dziś i na wieki”. Całość kompozycji ołtarza nawiązywała do herbu papieskiego – z krzyżem i literą „M” – łącznie z kolorystyką poszczególnych elementów kompozycji. Autorką projektu była arch. Mariola Sidor.